# Рафаел Кінташ
Рафае́л Жозе́ Ме́штре Кі́нташ (порт. Rafael José Mestre Quintas; нар. 8 березня 2008) — португальський футболіст, півзахисник клубу «Бенфіка».

## Клубна кар'єра
Вихованець академії лісабонської «Бенфіки», де почав займатися з 2013 року. 27 червня 2022 року підписав юнацький контракт з клубом. 25 квітня 2024 року підписав з «Бенфікою» свій перший професіональний контракт. В сезоні 2024–25 виступав за молодіжний склад в Юнацькій лізі УЄФА.

## Кар'єра в збірній
Виступав за збірні Португалії до 15, до 16 і до 17 років. В травні 2025 року потрапив в заявку збірної до 17 років на юнацький чемпіонат Європи в Албанії. На турнірі провів 5 матчів (усі — як капітан), відзначившись голом проти збірної Албанії, а його команда здобула золоті нагороди, перемігши у фіналі збірну Франції. Окрім цього був визнаний найкращим гравцем та увійшов до символічної збірної турніру.

## Досягнення
Збірна Португалії (до 17)
- Переможець юнацького чемпіонату Європи (до 17 років): 2025[14]

Особисті
- Найкращий гравець юнацького чемпіонату Європи (до 17 років): 2025[15]
- Символічна збірна юнацького чемпіонату Європи (до 17 років): 2025[16]